# Aktivitäten des täglichen Lebens
Die Aktivitäten des täglichen Lebens (ATL, auch ATLs) sind ein Grundbegriff der Gesundheits- und Krankenpflege. Sie bezeichnen wiederkehrende Tätigkeiten zur Erfüllung der physischen und psychischen menschlichen Grundbedürfnisse, die bei Erkrankungen und im Alter Schwierigkeiten bereiten können. Die ATLs wurzeln in bedürfnistheoretischen Überlegungen Abraham Maslows und sind der Ansatz Liliane Juchlis (1983), die damit auf Nancy Ropers, Winifred W. Logans und Alison Tierneys Theorie (Pflegemodell der Lebensaktivitäten, 1976) Bezug nimmt, und so auch in der Tradition Virginia Hendersons (14 Grundbedürfnisse) steht. Monika Krohwinkel hat Ropers Modell ebenfalls bearbeitet und kommt damit zu ihren Aktivitäten und existenziellen Erfahrungen des Lebens. Durch Heinrich Schipperges, Eduard Seidler und Antje Grauhan wurde bereits nach dem Zweiten Weltkrieg an der Schwesternschule der Universität Heidelberg die alte Hippokratische Tradition der Medizin mit modernen Pflegetheorien, so auch mit der Theorie von Nancy Roper, Winifred W. Logan und Alison Tierney und damit den ATLs verbunden.

## Hintergrund
Die erste Arbeit, welche sich mit der Klassifizierung von ATL (englisch: ADL, Activities of Daily Living) beschäftigte, wurde von einem Team an der Benjamin Rose Hospital in Cleveland, Ohio verfasst. Katz et al. publizierte darauf im Jahr 1963 den ersten ADL Index für eine standardisierte Bewertung der ADL. Dieser index of activities of daily living wird auch heute noch zur Bewertung von Krankheitsverläufen eingesetzt.
Bei den ADL kann grundsätzlich zwischen grundlegenden / physischen Aktivitäten (basic ADL) und den instrumentellen Aktivitäten (IADL) unterschieden werden. Zu den basic ADL gehören alle Aktivitäten, welche zur Selbstversorgung zählen. Dies sind z. B. das Baden oder Duschen, das morgendliche Anziehen, Essen und Trinken. Diese basic ADL (manchmal auch als BADL bezeichnet) können anhand ihrer Komplexität hierarchisch gegliedert werden. Bei einem Krankheitsverlauf werden komplexere Aktivitäten wie das Baden oder der Toilettengang als erstes eingeschränkt. Weiter sind basic ADL aus der Gewohnheit entstandene Aktivitäten und werden daher generell als frei von kulturellen Einflüssen angesehen.
Zu den IADL zählen unter anderem die Zubereitung von Nahrungsmitteln, das Einkaufen, Hausarbeiten, das Bedienen eines Telefons sowie die Benutzung von Transportmitteln wie das Auto oder öffentlichen Verkehrsmitteln. IADL weisen im Allgemeinen eine höhere Komplexität als basic ADL auf und erfordern meist Gegenstände aus der Umwelt oder soziale Interaktionen mit Mitmenschen. Beispielsweise bedingt das Zubereiten von Nahrungsmitteln die Fähigkeiten, verschiedene Transportmittel zu verwenden, richtig mit Geld umzugehen, die Nahrungsmittel einzukaufen sowie diese richtig zuzubereiten. Die Fähigkeit, wie die Nahrungsmittel zubereitet werden, hängt hierbei vom Umfeld und den kulturellen Erfahrungen ab. Aus diesem Beispiel zeigt sich, dass krankheits- oder zufallsbedingte Veränderungen sich zuallererst bei den IADL zeigen. Da IADL Fähigkeiten wie Planung und Urteilsvermögen voraussetzen, lassen sich in der Regel auch Veränderungen der geistigen Leistungsfähigkeit anhand von Veränderungen der IADL feststellen.
| Abkürzung   | Jahr | Bezeichnung                                              | Anwendung                                          |
| ----------- | ---- | -------------------------------------------------------- | -------------------------------------------------- |
| Katz ADL    | 1963 | Katz Index of Independence in Activities of Daily Living | Generelle geriatrische Assessments                 |
| Barthel     | 1965 | Barthel ADL Index                                        | Schlaganfall, neuromuskulären Störungen, Hirntumor |
| Lawton IADL | 1969 | Lawton Instrumental Activities of Daily Living           | Generelle geriatrische Assessments, Alzheimer      |
| Lawton PSMS | 1969 | Lawton Physical Self-Maintenance Scale                   | Generelle geriatrische Assessments, Alzheimer      |
| RLT         | 1980 | Roper–Logan–Tierney model of nursing                     | Generelle geriatrische Assessments                 |
| FAQ         | 1982 | Functional Activities Questionnaire (Pfeffer)            | Demenz, Alzheimer                                  |
| FIM         | 1987 | The Functional Independence Measure                      | Rehabilitation bei Hirnverletzungen                |
| DAFS        | 1989 | Direct Assessment of Functional Status                   | Demenz                                             |
| NOSGER      | 1991 | Nurses’ Observational Scale for Geriatric Patients       | Altersmedizin, Demenz, Depression, Alzheimer       |
| CSADL       | 1992 | Cleveland Scale of Activities of Daily Living            | Demenz                                             |
| FAM         | 1993 | Functional Assessment Measure                            | Rehabilitation bei Hirnverletzungen                |
| BADLS       | 1996 | Bristol Activities of Daily Living Scale                 | Demenz                                             |
| ADCS-ADL    | 1997 | Alzheimer’s Disease Cooperative Study                    | Alzheimer                                          |
| DAD         | 1999 | Disability Assessment for Dementia                       | Demenz, Alzheimer                                  |
| W-ADL       | 2013 | Waisman Activities of Daily Living Scale                 | Entwicklungsstörungen, Autismus, Down-Syndrom      |

Klassifizierung der ADL in basic und instrumental Aktivitäten

Ziel der Pflege, Rehabilitation und Therapie ist es demnach, die Selbständigkeit eines Patienten in einzelnen Bereichen zu erhalten oder wiederherzustellen. Mit dem Kriterienkatalog der ATLs sind somit Pflegediagnose, -planung und -evaluation möglich.

## Die zwölf Aktivitäten des täglichen Lebens
- Ruhen und schlafen – dazu gehören evtl. Fähigkeiten im Bereich:
  - Krankenbett täglich oder wenn nötig erneuern und säubern
  - Positionierung der Patienten
  - Nutzen von Lagerungshilfsmitteln
  - Beobachtung des Schlafes

- Sich bewegen
  - Dekubitusprophylaxe durchführen
  - Kontrakturprophylaxe durchführen
  - Bewegungsübungen (aktiv, assistiv, passiv)
  - Thromboseprophylaxe durchführen
  - Mobilisation und Krankengymnastik

- Sich waschen und kleiden
  - Hilfe beim An- und Ausziehen
  - Hilfestellung und komplette Übernahme der Körperpflege
  - Parodontitisprophylaxe durchführen
  - Beobachtung der Haut

- Essen und trinken
  - Beobachtung von Körpergewicht und Körperlänge
  - Hilfeleistung beim Essen und Trinken
  - Kostformen patientengerecht bestimmen
  - Aspirationsprophylaxe
  - Ernährungssonde und Sondenkost

- Ausscheidung
  - Obstipationsprophylaxe
  - Beobachtung von Urin, Stuhlgang, Erbrechen
  - Inkontinenzversorgung
  - Darmeinlauf

- Regulierung der Körpertemperatur
  - Beobachtung der Körpertemperatur
  - Pflege bei Fieber

- Atmen
  - Beobachtung der Atmung
  - Pneumonieprophylaxe
  - Inhalation
  - Kontaktatmung durchführen

- Für Sicherheit sorgen
  - Verhütung von Gefahren
  - persönliche Hygiene
  - Umgang mit Medikamenten und mit Sterilgut
  - Verhütung von nosokomialen Infektionen

- Sich beschäftigen
  - Ergotherapie und Physiotherapie
  - Rehabilitation

- Kommunizieren
  - mit Patienten, Angehörigen und innerhalb des Pflegeteams
  - Dienstübergabe
  - Visite

- Sinn finden
  - Angstbewältigung
  - Besinnungstage und Meditationen
  - Beobachtung von Schmerz und Schmerzbewältigung
  - Begleitung Sterbender

- Sich als Mann oder Frau fühlen
  - Intimsphäre schützen
  - Veränderung durch Medikamente
  - Körperbildstörungen